# Яичников, Иван Степанович
Яичников Иван Степанович (03 апреля 1883, село Утяково, Казанская губерния — 11 марта 1986, Москва) — советский химик, профессор, доктор химических наук, заведующий кафедрой биохимии Тимирязевской сельскохозяйственной Академии в 30-х — 40-х годах XX века.

## Биография
И. С. Яичников родился 3 апреля (по старому стилю) 1883 года в селе Утяково, Свияжского уезда Казанской губернии. В 1885 г. переехал вместе с семьей в посад Мелекесс, где его отец устроился работать на мельницу купца Таратина.
С 1899 по 1902 гг. Яичников обучается в Вольской учительской семинарии, по окончании которой получает назначение заведующим министерским двухклассным училищем в Борске. Получив аттестат зрелости в Самарской гимназии, в 1903 г. поступает на естественное отделение физико-математического факультета Казанского университета, где учится, в том числе, у Ф. М. Флавицкого, А. М. Зайцева. В 1906 г. переводиться в Московский университет, где слушает курс лекций у И. А. Каблукова, Н. Д. Зелинского, Н. А. Умова, М. И. Голенкина, Н. К. Кольцова и других, и который заканчивает с отличием. В 1910 г. поступает на III курс Московского сельскохозяйственного института. Во время обучения занимается научно-исследовательской работой в лаборатории профессора Н. Я. Демьянова, который в 1912 году командирует его в Петербург к профессору Е. С. Федорову для прохождения практикума по кристаллографическому анализу. По окончании Московского сельскохозяйственного института в 1912 году поступает в лабораторию Прянишникова Д. Н. при том же институте, где работает вместе с И. В. Якушкиным, а затем химиком на селекционную станцию. В 1913 г. появляются его первые печатные труды. В 1915 г. И. С. Яичников избирается членом Русского физико-химического общества. Являлся членом Берлинского химического общества.
С 1915 г. Яичников И. С. работает преподавателем химии в Московском среднем строительно-техническом училище Товарищества инженеров и педагогов, а затем поступает в лабораторию проф. В. С. Гулевича на Медицинском факультете МГУ, где работает вместе с Гефтер Ю. М., Рево М. В., Дервиз Г. В. В 1919 г. преподает в качестве ассистента В. С. Гулевича на кафедре органической и биологической химии. Сдав магистерские экзамены по химии, поступает приват-доцентом на кафедру органической химии проф. Н. Д. Зелинского на Химический факультет МГУ.
1921—1922 — профессор биохимии в Ветеринарном институте. В 20-е годы также организует во 2-м МГУ Лабораторию качественного и количественного анализа, заведует химическим отделом Московского научно-исследовательского эндокринологического института (где, согласно воспоминаниям, был подвергнут «чистке» и уволен), читает лекции по курсу органической химии в Полиграфическом институте. Принимал участие в 3-м и 5-м Менделеевских съездах в качестве докладчика.
Входил в состав редакционной коллегии журнала Заводская лаборатория, учрежденного в 1932 году. С 1933 г. И. С. Яичников возглавляет кафедру органической химии в Московском зоотехническом институте, а после его слияния в 1936 с Сельскохозяйственной академией им. К. А. Тимирязева, заведует вновь образованной кафедрой биохимии и зооанализа. Одновременно он заведует белковой лабораторией Пищевого научно-исследовательского института.
В 1934 г. И. С. Яичников утвержден в звании профессора, в 1937 г. присвоена степень доктора химических наук. Во время Великой Отечественной войны Яичников организовал районную лабораторию индикации при Тимирязевской сельскохозяйственной Академии, был первым её заведующим. В 1951—1953 гг Яичников заведует кафедрой органической химии и биохимии Рязанского сельскохозяйственного института, где работает совместно с Решетовской Н. А. (первая жена А. И. Солженицина). С сентября 1953 по конец 1958 заведует кафедрой неорганической и аналитической химии Московской ветеринарной академии. В 1959 г. в возрасте 76 лет уходит на пенсию, являясь автором около 100 печатных работ.
Скончался 11 марта 1986 г. похоронен на Переделкинском кладбище.

## Отношения с А. М. Коллонтай

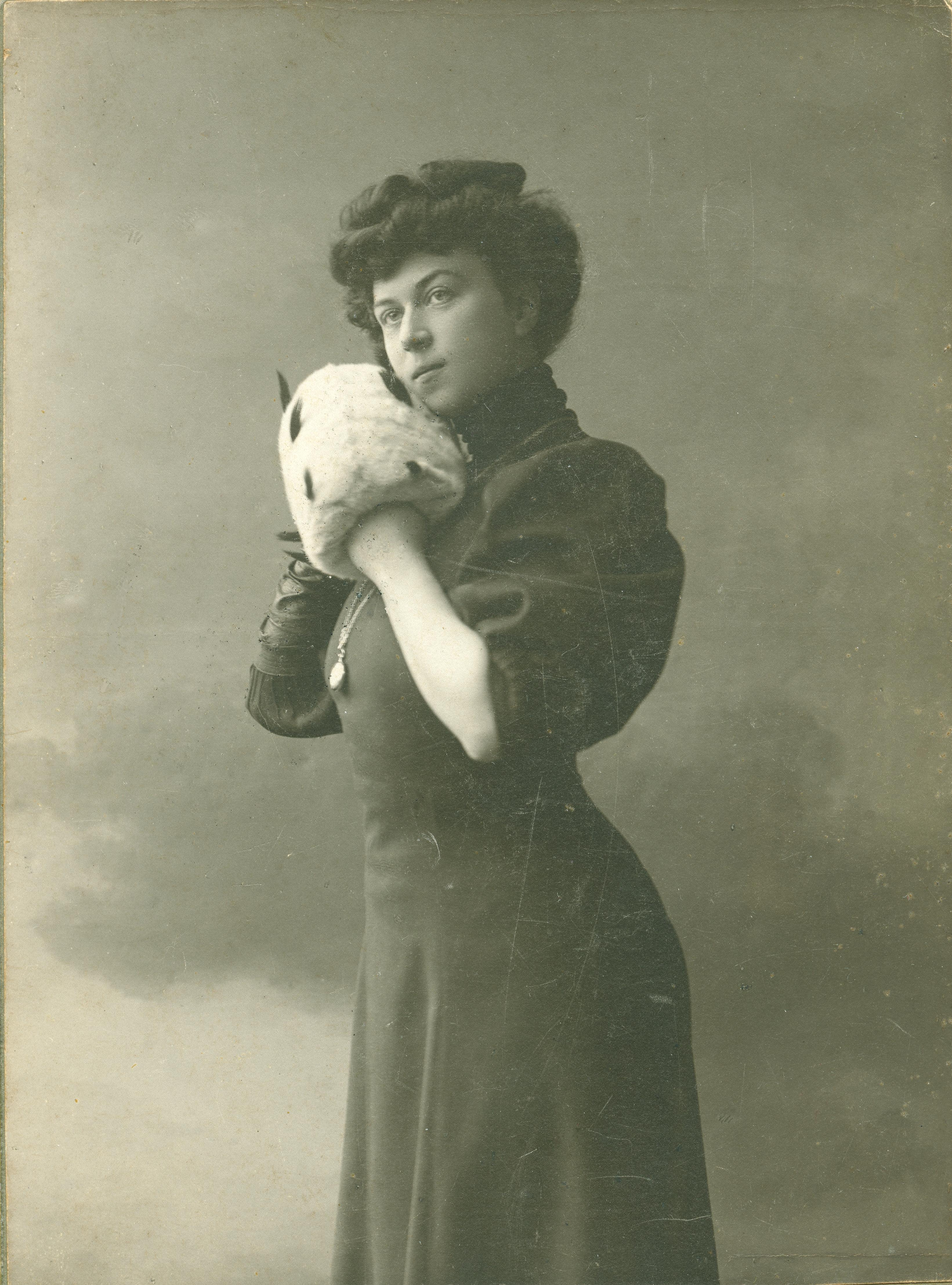
Александра Михайловна Коллонтай. Подпись на обороте фотографии: дорогому Ваничке на добрую память.

В 1907 познакомился с А. М. Коллонтай через семью П. П. Маслова. Несколько лет был личным репетитором сына Коллонтай — Михаила. На протяжении многих лет состоял в переписке с А. М. Коллонтай, которая поддерживала его и помогала материально до получения высшего образования. В 60-е — 70-е годы поддерживал знакомство с женой Михаила Коллонтай — Ириной Романовной Коллонтай.
Из воспоминаний: Когда я был студентом Московского Университета, я часто бывал у своих земляков Гуриных в Савеловском переулке на Остоженке. Старшая Гурина А. И. — фельдшер, у неё в Петербурге были знакомые, семья известного тогда социал-демократа Маслова. А. И. Гурину попросили приехать в Петербург в качестве акушерки к Масловой, которая должна была разрешиться вскоре. Масловы знакомы с А. М. Коллонтай. Как-то, будучи у Масловых, А. М. Коллонтай сетовала, что переменила уже двух репетиторов своего двенадцатилетнего сына Миши. Все не подходят, не умеют заняться с мальчиком. Мальчик способный, но имеет странный недостаток — не может правильно читать. Он знает, конечно, буквы, но, по-видимому, спешит и, не вникнув как следует, произносит совсем не то. Помню такой пример: напечатано «на башне ратуши», читает «на башке ряпушки». А. И. Гурина, присутствовавшая при этом, предложила меня. А. М. записала ФИО и адрес и, через некоторое время я получил приглашение (это было в Успенском переулке весной 1907 года) на лето в Кузу (Финляндия), где Миша проводил летние каникулы.
Письмо А. М. Коллонтай к И. С. Яичникову (28.10.1916): Дорогой Ваничка, получила я на днях Ваше письмо от 16 августа и обрадовалась, что Вы меня не забываете. Как видите, судьба снова перебросила меня через океан. И жить рада — ради Мишутки. Сколько мы здесь пробудем — неизвестно. Миша работает на заводе, а я «при нём», в качестве мамы. Рада случаю пожить с ним. Но, ещё меньше, чем в прошлый раз, очарована Америкой. Чужая она моей душе, хотя и любопытная страна. Ну а Вы-то как же, голубчик? Что Лизочка? Вы о ней ни слова. Не забудьте ей передать мой теплый поцелуй. С бракосочетанием! Пень кланяется! Пишите хоть изредка. Миша поздравляет Вас. Обнимаю Вас по старой памяти, любимый мой!

## Семья

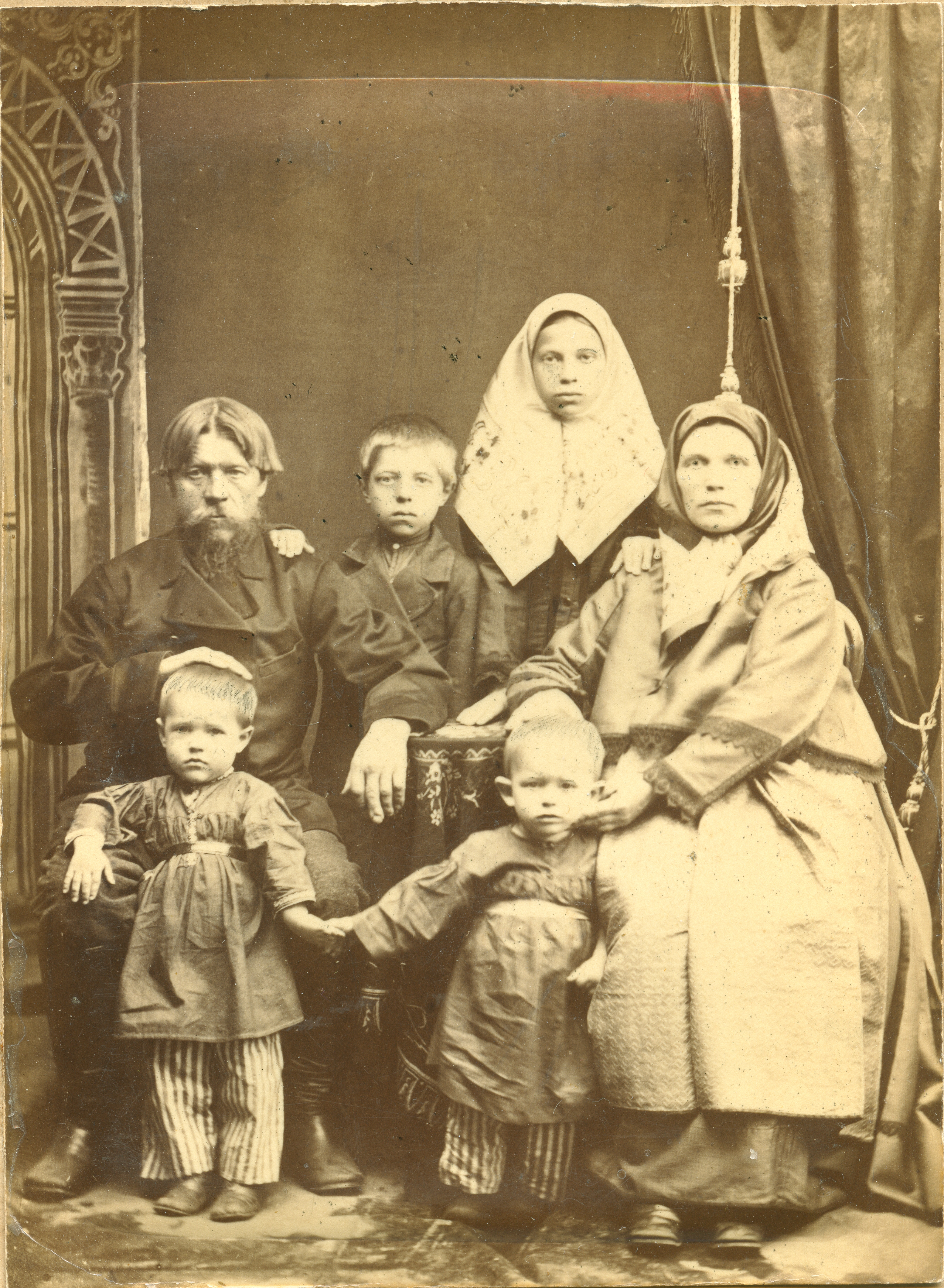
Семья Яичниковых, 1886 год. Ваня Яичников (3 года) стоит перед отцом, рядом брат Яша (2 года). Стоят: старший брат Александр и сестра Апполинария рядом с матерью.

Родился в крестьянской семье. Мать, Александра Михайловна Яичникова (урожденная Евдокимова) (1848—1940). Отец, Степан Яковлевич Яичников (умер в 1893), был крупчатником, строил мельницы. В семье ещё были два брата и сестра.
В 1916 женился на Елизавете Александровне Ратьковой (1891—1963). Сын Алик (1929—1930). Дочь — Варенцова Татьяна (1921—2005). Внучка Ольга Варенцова (1949).
Двоюродный пра-правнук (по линии брата Александра Яичникова) — Дмитрий Васильев, дирижёр и художественный руководитель Омского академического симфонического оркестра, Заслуженный деятель культуры Омской области.

## Известные адреса в Москве
- 1919—1936 — Ермолаевский переулок, д. 25, кв. 20.
- 1936—1963 — Трубниковский переулок, д. 28, стр. 1.
- 1963—1986 — Ростовская набережная, д. 3, кв. 92. (кооператив членов Дома учёных Академии наук СССР — был членом Московского Дома ученых).

## Награды и звания

### Советские государственные награды
- Медаль в честь 800-летия Москвы (1947)
- Орден Ленина[3]

## Память
Установлена мемориальная надпись на здании высшего двухклассного пятигодичного училища имени императора Александра II в Димитровграде, в котором в 1891—1895 гг. учился биохимик И. С. Яичников.

### Основные работы
1. Яичников И. С. Гидролиз протеинов. М., Изд. 1-го МГУ, типография «Шестой октябрь» в Сергиеве, 1927 г.
2. Яичников И. С, Гидролиз казеина кислотой и щелочью. Журнал Русского физико-химического общества при Ленинградском университете. Volume 62, Part 1. 1930 г.
3. И. С. Яичников, Н. К. Флоренская. Выделение и гидролиз белка ингредиентов комбикормов. Журнал прикладной химии, Volume 27, 1954 г.
4. И. С. Яичников, Н. К. Флоренская, А. Н. Фуникова. Определение важнейших аминокислот в кормах. Журнал прикладной химии, Volume 27, 1954 г.